# Анна Сихравова
Анна Сихравова (словац. Anna Sychravová; 7 липня 1873 — 22  лютого 1925) — чехословацька політична діячка та педагог. 1920 року її обрали до Палати депутатів, відтак вона стала однією з перших жінок-членів та єдиною, обраною від Словаччини.

## Біографія
Сихравова народилася в канцелярській родині в Гумпольці в Австро-Угорщині (нині в Чехія) в 1873 році. Вона стала вчителем, працюючи в Празі та Жижкові, де вона також працювала в молодіжних службах провінційних та окружних органів влади. Після здобуття незалежності Чехословаччини після Першої світової війни вона рік працювала в Міністерстві соціального забезпечення, а потім переїхала до Врутки, де повернулася до викладацької роботи.
Вона була кандидатом від Чехословацької соціал-демократичної робітничої партії на парламентських виборах 1920 року і була обрана до Палати депутатів. Протягом свого терміну вона працювала в Комітеті з питань культури. Померла в лютому 1925 р. у лікарні «Виногради» до закінчення терміну перебування на посаді. Її місце зайняв Йозеф Пайгер.

## Публікації
- У 1902 році вона переклала есе Еллен Кей «Mravnost ženy» i «Žena budoucnosti» (видання Związek Nauczycielek Czechosłowackich (Jednota českoslovanských učitelek)).[7]
- У 1910 році вийшла друком книга австралійської феміністки Розі Мейредер «O ženské otázce»[8], а в 1911 р. книги тієї ж авторки «Mateřství a kultura»[9] і «Ke Kritice Ženkosti».[10]
- Співавторство та публікація статей в журналі «Жіночий світ» (Ženský svět)[11].